# Американцы центральноазиатского происхождения
Выходцы из Центральной Азии в США включают в себя казахов, киргизов, узбеков, каракалпаков, туркмен, уйгур, таджиков, а также народов Афганистана. Тем не менее, в переписи населения США они не упоминаются ни в одной из категорий.

## Народы Центральной Азии в США

### Казахи в США
Казахи начали эмигрировать в США после Второй мировой войны. Вскоре после окончания войны некоторые казахстанские советские граждане, попавшие в плен во время Второй мировой войны, после их освобождения союзными войсками эмигрировали в Соединённые Штаты.

### Киргизы в США
Начало эмиграции киргизов в США началось с 70-х годов, когда из Афганистана в ходе афганской войны сотни афганских киргизов были вынуждены в срочном порядке эвакуироваться. Однако массовая эмиграция в США началась в 90-х годах после распада СССР и политической нестабильности на постсоветском пространстве. Как правило, миграция осуществляется по системе «грин кард» (Diversity Visa).
Число киргизских иммигрантов, проживающих в США, оценивается в 50 тысяч человек. Однако точное число определить сложно, поскольку некоторые американцы киргизского происхождения могут быть мигрантами без документов.

### Узбеки в США

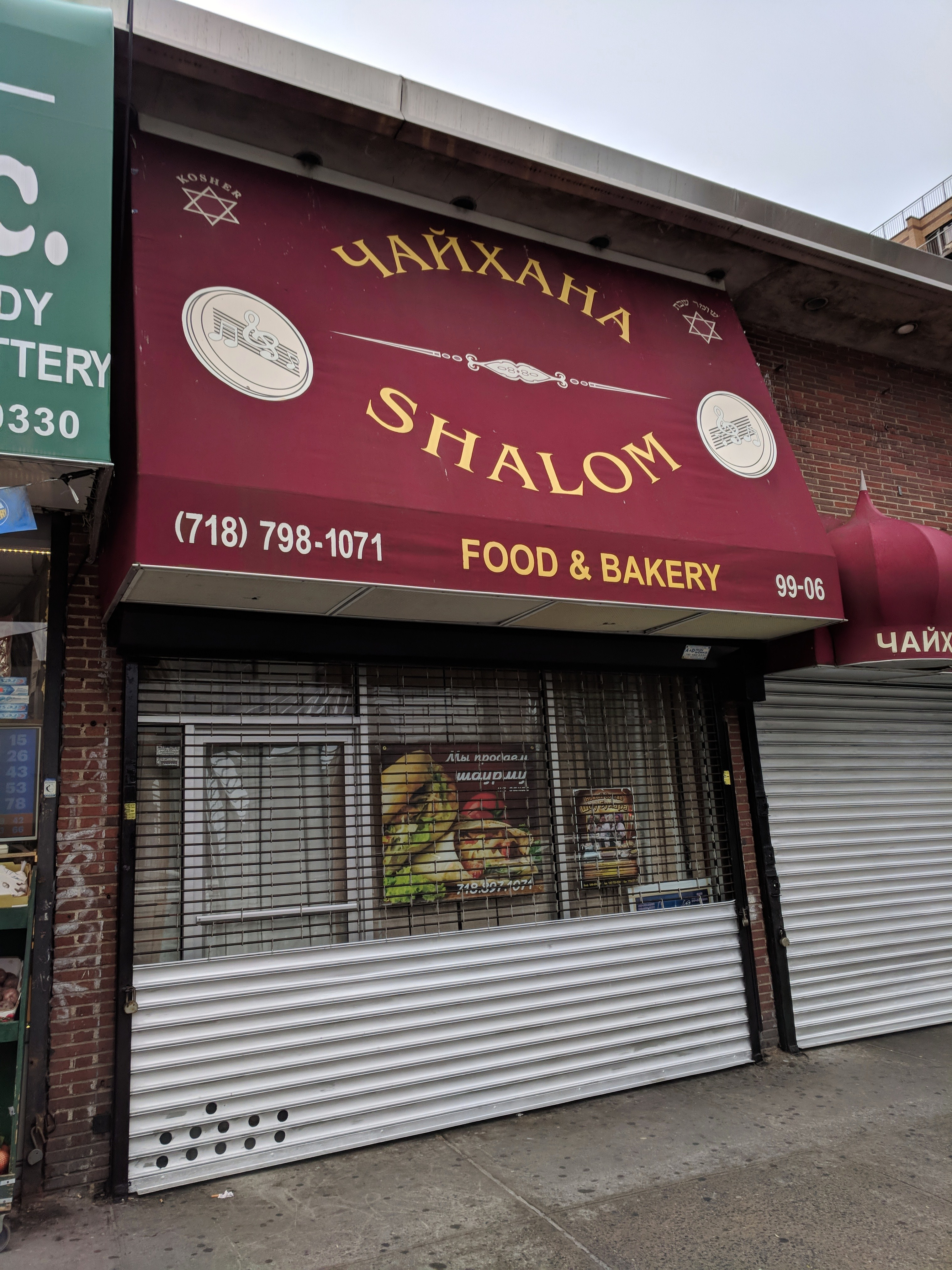
Tandoori Food and Bakery, кошерный бухарско-еврейский узбекский ресторан в Рего-парке, Квинс, июнь 2018 года

За исключением американцев афганского происхождения, американцы узбекского происхождения составляют самое многочисленное население Центральной Азии в Соединённых Штатах. 62 713 узбеков живут в США, причем самая большая община существует в столичном районе Нью-Йорка. Узбекская община в районе Нью-Йорка разнообразна и состоит из 3 основных подобщин: узбеки-мусульмане, впервые приехавшие в Соединённые Штаты в 1980-х годах в качестве политических беженцев из Советского Союза, проживающие в округе Моррис, штат Нью-Джерси, многие из которых придерживались антикоммунистических взглядов; новые узбекские иммигранты-мусульмане в Нью-Йорке, выигравшие в лотерее грин-карт, 20 000 из которых поселились в Бруклине с 2000-х годов; и бухарские евреи, которые в основном живут в Квинсе, многие из которых проживают в Алмазном квартале и занимаются в сфере недвижимости.
В Соединённых Штатах проживает самая большая община бухарских евреев в мире за пределами Израиля. 70 000 бухарских евреев проживают в Соединённых Штатах, из них 50 000 живут только в нью-йоркском районе Квинс. Бухарские евреи сосредоточены в районах Риго-Парк, Квинс и Форест-Хиллз.

### Афганцы в США

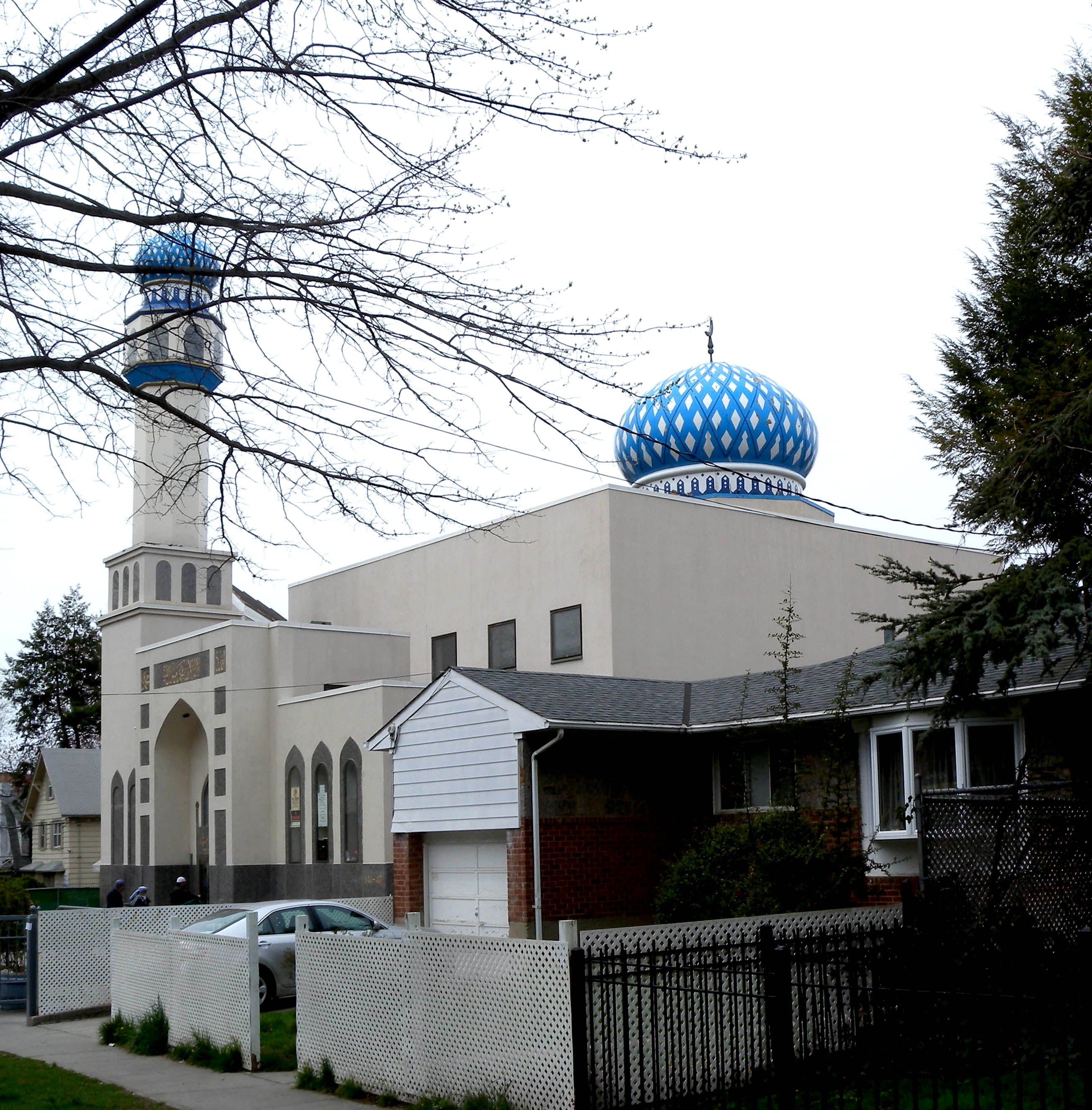
Хазрати Абу Бакр Сиддик, мечеть в Квинсе, основанная афганскими, туркестанскими и узбекскими иммигрантами из Афганистана, апрель 2009 года

Американцы афганского происхождения составляют самую большую афганскую общину в Северной Америке, наряду с Канадой. Они могут происходить из любой из этнических групп Афганистана. Апелляционный совет по иммиграционным делам и Бюро переписи населения США уже давно считают их белыми американцами, но значительное число может также идентифицировать себя как ближневосточных или азиатских американцев, или как центральноазиатских или южноазиатских.
Афганская община в Соединённых Штатах была минимальной, пока большое количество людей не было принято в качестве беженцев после советского вторжения в Афганистан в декабре 1979 года. Другие прибыли аналогичным образом во время и после последней войны в Афганистане. Американцы афганского происхождения проживают и работают по всей территории Соединённых Штатов. В штатах Калифорния, Вирджиния и Нью-Йорк исторически проживало наибольшее количество американцев афганского происхождения. Тысячи также можно найти в штатах Аризона, Техас, Джорджия, Вашингтон, Оклахома, Мичиган, Айдахо, Миссури, Северная Каролина и Иллинойс. По состоянию на 2019 год их общее количество составляет примерно 156 434 человека.

### Белуджи в США
Восьмисерийный документальный фильм 2015 года VSH News, первого новостного канала на языке белуджей, под названием «Белуджи в Америке», показывает, что американцы-белуджи живут в разных частях Соединённых Штатов, включая Вашингтон (округ Колумбия), Нью-Йорк, Техас, Северную Каролину и Вашингтон. Многие американцы-белуджи приезжают из Пакистана, как из провинции Белуджистан, так и из города Карачи и других мест в Пакистане. Другие прибыли из иранских провинций Систан и Белуджистан. Многие американцы-белуджи работают в некоммерческих организациях, компаниях, занимающихся информационными технологиями, и в государственном секторе.

### Уйгуры в США
Большинство живущих в США уйгуров иммигрировало из Синьцзяна в США с конца 1980-х годов, причем значительное их число прибыло после уйгурских волнений в Китае июля 2009 года. Уйгурское население Америки невелико, но оно растет. В Северной Вирджинии проживает одно из крупнейших уйгурских поселений в Соединённых Штатах. Около 1500 уйгуров живут в столичном районе Вашингтона, большинство из которых проживает в округе Фэрфакс, штат Вирджиния. Небольшая, но известная община, насчитывающая около 150 уйгуров, живёт в районе Бостона.
История уйгуров в Соединённых Штатах восходит к 1960-м годам, когда туда прибыло небольшое количество иммигрантов. В конце XX века, после серии синьцзянских конфликтов, тысячи уйгуров бежали со своей родины Синьцзян (Китай) в Казахстан, Турцию, Европу, Канаду, Австралию, Новую Зеландию и другие страны и места. По оценке 2010 года, уйгурское население в Соединённых Штатах составляет одну тысячу, однако Американская ассоциация уйгуров заявила, что больше людей переехало в Соединённые Штаты в 2010-х годах из-за репрессий в Китае в июле 2009 года. Подавляющее большинство живёт в районе Вашингтона, округ Колумбия. Есть также небольшие группы уйгуров в Лос-Анджелесе, Нью-Йорке, Сан-Франциско и Хьюстоне.